# Ordem da Estrela Iugoslava

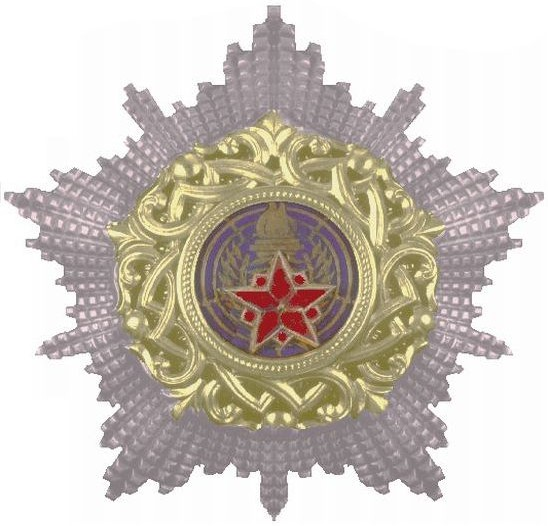
Insígnia da ordem

A Ordem da Estrela Iugoslava foi a mais alta ordem nacional concedida na Iugoslávia. Foi dividida em quatro classes. A classe mais alta, a Grande Estrela Iugoslava era a mais alta condecoração de estado concedida na Iugoslávia. A ordem foi concedida principalmente a chefes de estado estrangeiros para o desenvolvimento e fortalecimento da paz e cooperação entre as nações.
A Ordem da Estrela Iugoslava também foi a segunda mais alta ordem de mérito na Sérvia e Montenegro.

## Histórico
A Ordem da Estrela Iugoslava foi fundada pelo Presidente da Iugoslávia Josip Broz Tito em 1º de fevereiro de 1954 e tinha três Classes. Lei de Condecorações foi alterada em 1º de março de 1961, então a partir de então, a Ordem passou a ter quatro Classes:
- Grande Estrela Iugoslava — maior condecoração da Iugoslávia.
- Estrela Iugoslava com Faixa (antes de 1961, Ordem da Estrela Iugoslava, Classe I) - 6ª mais alta decoração na Iugoslávia.
- Estrela Iugoslava com Coroa de Ouro (antes de 1961 Ordem da Estrela Iugoslava, Classe II) - 14ª mais alta decoração na Iugoslávia.
- Estrela Iugoslava em Gravata (antes de 1961 Ordem da Estrela Iugoslava, Classe III) - 24ª mais alta decoração na Iugoslávia.

Após a dissolução da Iugoslávia, a República Federativa da Iugoslávia (e mais tarde Sérvia e Montenegro) continuou a usar algumas das condecorações da ex-Iugoslávia, entre elas a Ordem da Estrela Iugoslava . Na República Federal da Iugoslávia, a Ordem da Estrela Iugoslava era a segunda ordem mais alta depois da Ordem da Iugoslávia. Durante este tempo as quatro Classes da ordem foram nomeadas:
- Grande Estrela Iugoslava — 2ª maior condecoração na Iugoslávia (depois da Ordem da Iugoslávia)
- Estrela Iugoslava, I Classe — 7ª maior condecoração na Iugoslávia
- Estrela Iugoslava, II Classe — 20ª maior condecoração na Iugoslávia
- Estrela Iugoslava, III Classe — 31ª mais alta condecoração na Iugoslávia

## Destinatários
A Ordem era geralmente concedida a chefes de estado estrangeiros e outros estrangeiros ilustres que visitavam a Iugoslávia. Até 1985, a Grande Estrela Jugoslava foi concedida 127 vezes, das quais 115 a estrangeiros e 12 a cidadãos iugoslavos. Alguns dos notáveis destinatários da Grande Estrela Iugoslava (ou Estrela Iugoslava, I Classe, antes de 1961) são:

### Destinatários
- Josip Broz Tito, Presidente da Iugoslávia - concedido em 1 de fevereiro de 1954[5]
- Haile Selassie, Imperador da Etiópia - concedido em 21 de julho de 1954[6]
- Mohammed Zahir Shah, Rei do Afeganistão - concedido em 1º de novembro de 1960
- Hassan II, Rei do Marrocos - concedido em 1º de abril de 1961
- Leonid Brezhnev, líder soviético - concedido em 1962[6][7]
- Sukarno, presidente de Indonesia - concedido em 16 de outubro de 1963[8]
- Elena Ceaușescu, esposa de Presidente da Romênia e Vice-Primeiro Ministro de Romênia - premiado em 1964[6]
- Habib Bourguiba, Presidente da Tunísia - concedido em 1965
- Mohammad Reza Pahlavi, Xá do Irã - concedido em 3 de junho de 1966[6]
- Nicolae Ceaușescu, Presidente da Romênia premiado em 1966[6]
- Norodom Sihanouk, Rei do Camboja - concedido em 17 de janeiro de 1968
- Jacques Chaban-Delmas, Primeiro Ministro da França[9]
- Elizabeth II, Rainha do Reino Unido - concedido em 19 de outubro de 1972[10]
- Ziaur Rahman, Presidente da Bangladesh [11]
- Olavo V, Rei da Noruega[12]
- Harald V, Príncipe Herdeiro da Noruega[13]
- Margrethe II, Rainha da Dinamarca[14]
- Henrique, Príncipe-Consorte da Dinamarca[15]
- Carlos XVI Gustavo, Rei da Suécia[16]
- Urho Kekkonen, Presidente da Finlândia[17]
- João Goulart, Presidente do Brasil – concedido em 21 de setembro de 1963.[18]
- Yumjaagiin Tsedenbal, Primeiro-ministro da Mongólia[19]
- Kurt Waldheim, Secretário-Geral das Nações Unidas[6]
- Todor Zhivkov, Presidente da Bulgária[6]
- Jean-Bédel Bokassa, Imperador da África Central[20]
- Gaafar Nimeiry, Presidente do Sudão[21]
- Edward Gierek, Primeiro-Secretário do Partido dos Trabalhadores Unificado da Polônia
- Birendra, Rei do Nepal - concedido em 2 de fevereiro de 1974
- Jaber Al-Ahmad Al-Jaber Al-Sabah, Emir do Kuwait - concedido em 3 de fevereiro de 1979
- Juliana, Rainha dos Países Baixos - concedida em 20 de agosto de 1970[22]
- Bernardo, Príncipe-consorte dos Países Baixos- concedido em 20 de agosto de 1970[23]
- Hussein I, Rei da Jordânia - concedido em 11 de fevereiro de 1979
- Francisco da Costa Gomes, Presidente de Portugal - concedido em 29 de abril de 1976
- Ahmed Hassan al-Bakr, Presidente do Iraque[24]
- Celâl Bayar, Presidente da Turquia[25]

Entre outros...

### Destinatários da Ordem na Sérvia e Montenegro
- Muammar al-Gaddafi, líder da Líbia - concedido em 26 de outubro de 1999[6][26]
- Igor Sergeyev, Marechal da Federação Russa, Ministro da Defesa - concedido em 23 de dezembro de 1999[27]
- Li Peng, Presidente do Comitê Permanente da Assembleia Popular Nacional - concedido em 12 de junho de 2000[28]
- Akihito, Imperador do Japão[29]
- Ion Iliescu, Presidente da Romênia - concedido em 8 de setembro de 2004[30]